# Scinax perereca
Scinax perereca är en groddjursart som beskrevs av Pombal, Haddad och Kasahara 1995. Scinax perereca ingår i släktet Scinax och familjen lövgrodor. IUCN kategoriserar arten globalt som livskraftig. Inga underarter finns listade i Catalogue of Life.